# Csécse
Csécse là một thị trấn thuộc hạt Nógrád, Hungary. Thị trấn này có diện tích 21,73 km², dân số năm 2010 là 896 người, mật độ 41 người/km².